# Нововолинський міський історичний музей
Нововолинський міський історичний музей — історичний музей у місті Нововолинську.

## Історія
Створено 1998-го року.
Народний з 2004-го року.

## Експозиції
У 6-ти залах розміщені постійно діючі експозиції: 
1. «Праісторія міста»
2. «Друга світова війна»
3. «Початок становлення міста»
4. «Розвиток міста»
5. «Церковні старожитності»
6. «Події сучасної війни на Донбасі»

Сьому залу використовують як виставкову й для облаштування змін. експозицій .

## Експонати
У фондах знаходиться понад 6000 експонатів. 
Серед них: етнографічні знахідки, фотодокументи і зброя часів Першої світової війни, паперові гроші Російської імперії, особисті речі та зброя учасників Другої світової війни, документи та речі, пов'язані із заснуванням міста та його перших підприємств і закладів, прапопи військових частин та дані, речі, зброя і фото воїнів, які брали участь у російсько-українській війні.
Серед унікальних експонатів: особисті речі та вишиті серветки ув’язнених таборів Інти, Воркути, Магадана, особисті речі переселенців із Холмщини, церковна плащаниця XVIII століття, вишиті сорочки поч. ХХ століття, ікона, документи, окуляри, фотоальбоми, книги композитора, краєзнавця, церковного і громадського діяча  А. Річинського.